# Petit Lac de Clairvaux
Pour les articles homonymes, voir Clairvaux (homonymie).
Le Petit Lac de Clairvaux est l'un des deux lacs de Clairvaux, situé dans le département du Jura, en Bourgogne-Franche-Comté.

## Hydrologie
Le Petit Lac de Clairvaux est un lac privé de 21 ha avec une altitude 527 m. La profondeur moyenne est de 5,8 m et la profondeur maximale est de 15 m.

## Activités
Il sert à approvisionner en eau potable les communes de Soucia, Hautecour, Barésia-sur-l'Ain, Thoiria et Clairvaux-les-Lacs (uniquement, pour cette dernière, en cas de nécessité en période estivale comme en 2003).
Un petit camping à la ferme du Villaret est éloigné du lac sur la rive occidentale. Un arrêté préfectoral interdit le camping sur les rives du petit lac. Sur la rive orientale se trouve la colonie de vacances de Saint-Ouen dite du Langard. Un circuit de promenade de 9 km (circuit du Langard) est tracé autour et au-dessus du lac avec un belvédère avec vue sur les deux lac et Clairvaux.

## Environnement
En 2011, des prélèvements de sédiments en amont et en aval du Petit Lac mettent en évidence la présence de DDT (pesticide polluant organique persistant), de PCB (isolant électrique écotoxique), d'hydrocarbures et de métaux lourds.